# برندن آرونسن
برندین آرونسون (متولد ۲۲ اکتبر ۲۰۰۰) یک بازیکن فوتبال آمریکایی است که در لیدز یونایتد بازی می‌کند.

## توضیحات
آرانسن به عنوان یک بازیکن آماتور برای حضور در جام اتحادیه فوتبال بیت لحم فولاد در فصل ۲۰۱۷ پس از آمدن از طریق آکادمی اتحاد فیلادلفیا ظاهر شد.